# Georgina Kennedy
Pour les articles homonymes, voir Kennedy.
Georgina Kennedy, née le 3 avril 1997 à Londres, est une joueuse professionnelle de squash qui représente l'Angleterre. Elle atteint la 5e place mondiale en mai 2024, son meilleur classement. Elle est championne d'Europe junior en 2015.

## Biographie
Elle commence à pratiquer le squash à l'âge de neuf ans et joue en alternance avec la course à pied, qu'elle abandonne à l'âge de 13 ans pour se consacrer uniquement au squash alors qu'elle est no 1 britannique sur 1 500 m en U12.
Après un titre européen chez les juniors, elle part étudier aux États-Unis à l'université Harvard où elle joue en squash universitaire. Une fois ses diplômes obtenus, elle souhaite se lancer sur le circuit professionnel mais la pandémie de Covid-19 met le circuit à l'arrêt pendant de longs mois avec l'interdiction des déplacements.
Elle réalise un mois de juin 2021 hors normes, remportant deux tournois challenger en cinq jours et une finale au tournoi Challenger  Squash on Fire Open avec des victoires significatives sur Haley Mendez, Sivasangari Subramaniam, la 11e joueuse mondiale Joshna Chinappa et Sabrina Sobhy alors qu'elle bénéficie d'une wild-card. Elle remporte deux nouveaux tournois challenger dans les mois suivants puis elle devient la première joueuse hors top 50 à atteindre la finale des championnats britanniques en battant en demi-finale Tesni Evans, 11e joueuse mondiale. En octobre 2021 à l'occasion du DAC Pro Squash Classic 2021, elle s'impose face à la 8e joueuse mondiale Joelle King et se hisse en finale mais s'incline face à Nouran Gohar, la récente vainqueur de l'US Open. Lors du tournoi Black Ball Squash Open, dernier tournoi de l'année 2021, elle bat sèchement la no 1 britannique Sarah-Jane Perry et se hisse pour la première fois en demi-finale d'un tournoi Gold. Elle termine cette année 2021 exceptionnelle dans le top 20 avec une 17e place alors qu'elle était à la 185e place en mai 2021. En janvier 2022, elle remporte le tournoi Cleveland Classic, son plus important titre. Elle intègre le top 10 le lendemain de cette victoire,.

## Palmarès

### Titres
- Open de Manchester : 2024
- Optasia Championships : 2024
- Open d'Allemagne féminin de squash 2024
- Cleveland Classic : 2 titres (2022, 2023)
- Carol Weymuller Open : 2023
- Jeux du Commonwealth : 2022
- Scottish Open : 2021[15]
- Championnats britanniques : 2024
- Championnat d'Europe par équipes : 3 titres (2022, 2023, 2025)
- Championnats d'Europe junior : 2015

### Finales
- Open de Manchester : 2025
- Optasia Championships : 2025
- Open d'Allemagne 2025
- Cleveland Classic : 2024
- DAC Pro Squash Classic : 2 finales (2021, 2023)
- Championnats britanniques : 2021
- Championnats d'Europe par équipes : 2024